# Cirsium fontinale
Cirsium fontinale — многолетнее травянистое растение, вид рода Бодяк (Cirsium) семейства Астровые (Asteraceae), эндемик северной и центральной Калифорнии (на высоте не более 750 метров).
Впервые вид был описан Эдвардом Ли Грином в 1893 году и включён в род Чертополох (Carduus) под названием Carduus fontinalis. В 1901 году вид был реклассифицирован Уиллисом Джепсоном и включён в род Бодяк.
Выделяют три разновидности:
- Cirsium fontinale (E. Greene) Jepson var. fontinale, «фонтанный чертополох», под угрозой исчезновения;
- Cirsium fontinale (E. Greene) Jepson var. campylon (H.Sharsm.) Pilz ex D.J.Keil & C.E.Turner (1992), «чертополох горы Гамильтон», кандидат на включение в список исчезающих видов;
- Cirsium fontinale (E. Greene) Jepson var. obispoense, «чертополох болота Чорро Крик», под угрозой исчезновения.